# 布蘭德貝格山
48°10′47.1″N 16°12′13.5″E / 48.179750°N 16.203750°E
布蘭德貝格山（德語：Brandberg），是奧地利的山峰，位於該國東北部，由維也納負責管轄，屬於維也納林山的一部分，海拔高度419米，每年平均降雨量904毫米。